# Heliophanus dunini
Heliophanus dunini là một loài nhện trong họ Salticidae.
Loài này thuộc chi Heliophanus. Heliophanus dunini được Rakov & Dmitri Viktorovich Logunov miêu tả năm 1997.